# 藤原輔相
藤原 輔相（ふじわら の すけみ、生没年不詳）は、平安時代中期の官人・歌人。藤原北家、権中納言・藤原長良の孫で越前権守・藤原弘経の子。無官であった。藤六と号す。

## 経歴
『拾遺和歌集』に37首もの歌が入集しているが、その経歴は不明であり、『尊卑分脈』の記載から家系が分かる程度である。また、藤六という号の由来も不明で、弘経の六男であったことに由来するという説もある。家集『藤六集』が伝わっている。